# Resolution Island (Nunavut)
Pour les articles homonymes, voir Resolution Island.

Carte de la baie d'Hudson et environs

Resolution Island est une île de l'Archipel arctique canadien rattachée au Nunavut. D'une superficie de 1 015 km2, elle est située dans le détroit de Davis, au large de East Bluff, la pointe sud-est de l'île de Baffin.
L'explorateur anglais Martin Frobisher y fit escale le 28 juillet 1576 lors de son périple en quête du mythique passage du Nord-Ouest.
L'île abrita jusqu'en 1973 une base militaire américaine opérationnelle depuis 1954, qui s'intégrait au dispositif du Distant Early Warning (Ligne DEW).
L'île a également abrité une station radio pour le côté aérien avec une composante maritime.
Cette station a été opérée par la Garde côtière canadienne jusqu'en 1975, année où la station fut transférée à Killinek, sur l'extrémité nord du Labrador.
Un navire canadien, le MINNA, alors affrété par le Bedford Institute of Oceanography s'est échoué  le 18 aout 1974, alors qu'il  effectuait des sondages. Lourdement endommagé, le matériel et le personnel ont été évacués. Le mauvais temps répété a fini par avoir raison de la coque qui a sombré mercredi le 2 octobre 1974 sur la côte est de l'Ile. Ce cargo faisant 275 pieds de longueur et ayant un déplacement de 4 280 tonnes était basé à Halifax et avait été utilisé à plusieurs reprises pour des travaux hydrographiques, le long de la côte du Labrador et le détroit d'Hudson. Le navire avait été construit en 1962. Il avait à son bord un équipage de 21 hommes et 18 scientifiques.
De tous les sites gérés par le ministère des affaires indiennes et du Nord Canada (AINC), Resolution Island est aujourd'hui connue comme le site le plus fortement contaminé en PCB. C'est au cours de recherches menées en 1987 puis 1990 que les autorités canadiennes découvrirent à quel point l'île avait été polluée. La contamination provient de la dissémination des polychlorobiphényles utilisés comme isolant électrique pour l'équipement radar. Parmi les nombreux autres produits polluants, on a retrouvé, outre les fûts d'hydrocarbure inutilisés, de l'amiante et des métaux lourds non seulement dans les bâtiments mais également partout alentour.
La mise en sécurité de l'île s'est terminée en 1993 et 1994 : des barrières anti-pollution ont été interposées sur les fossés de drainage pour stopper la migration des PCB vers la mer. À la suite de nouvelles investigations en 1997, l'AINC a entrepris une vaste campagne de dépollution en partenariat avec la société Qikiqtaaluk Corporation (QC), Environment Canada, et  l'Université de Queen. Des mesures ont été prises depuis afin que la pollution ne présente plus de menace pour les hommes et la faune.

## Source
- (en) Cet article est partiellement ou en totalité issu de l’article de Wikipédia en anglais intitulé « Resolution Island (Nunavut) » (voir la liste des auteurs).